# Hermann Keßler (Mediziner)
Hermann Keßler (* in Nördlingen) ist ein deutscher Chirurg und Wissenschaftler.

## Leben und Wirken
Hermann Keßler wuchs als Sohn des damaligen Oberbürgermeisters von Nördlingen, Hermann Keßler, auf. Nach dem Abitur studierte er bis 1984 Humanmedizin an der Universität Erlangen, erlangte die Approbation und promovierte dort. Im Anschluss begann er seine Facharztausbildung in Allgemein- und Viszeralchirurgie sowie Proktologie ebenso am Universitätsklinikum Erlangen. Eine klinische und chirurgische Weiterbildung („Fellowship“) führte ihn 1998/99 in die USA an die Cleveland Clinic und das Mount Sinai Medical Center in New York City. Während dieser Zeit war er in verschiedenste wissenschaftliche Tätigkeiten involviert.
Im Anschluss war er als Oberarzt an der Klinik für Allgemein- und Viszeralchirurgie des Uniklinikums Erlangen tätig, eng arbeitete er insbesondere mit Werner Hohenberger zusammen und spezialisierte sich weiter auf die Kolorektale Chirurgie und habilitierte sich in diesem Forschungsfeld. Insbesondere laparoskopische Therapieansätze standen im Zentrum seines Schaffens. Im Mai 2007 wurde er außerplanmäßiger Professor am Universitätsklinikum Erlangen.
Im Jahr 2013 erhielt Hermann Keßler einen Ruf an die Cleveland Clinic (Ohio, USA). In der Abteilung für Kolorektale Chirurgie übernahm er die Sektionsleitung der laparoskopischen und minimalinvasiven Chirurgie. Ferner wurde er zum Professor an der Case Western Reserve University, Cleveland ernannt.
Kessler ist in vielen medizinischen Gesellschaften aktiv, darunter die American Society of Colon and Rectal Surgeions, die International Society of Digestive Surgery, die International Society of Laparoscopic Colorectal Surgery, die Society of American Gastrointestinal & Endoscopic Surgeons, die International Association of Surgeons, Gastroenterologists und Onkologen, die Society for Surgery of the Alimentary Tract und das American College of Surgeons. Zu den Spezialgebieten von Kessler gehören laparoskopische und robotergestützte Chirurgie, Dickdarm- und Rektumkarzinome, Morbus Crohn, Colitis ulcerosa, entzündliche Darmerkrankungen, Divertikulitis, J-Pouch-Erstellung, Re-Do-Pouches, familiäre adenomatöse Polyposis, Beckenchirurgie, Darmfistelchirurgie und Darmendometriose.